# Bāghcheh Boneh
Bāghcheh Boneh (persiska: باغچه بنه) är en ort i Iran.   Den ligger i provinsen Gilan, i den norra delen av landet, 240 km nordväst om huvudstaden Teheran. Antalet invånare är 347.
Terrängen runt Bāghcheh Boneh är mycket platt, och sluttar norrut. Runt Bāghcheh Boneh är det tätbefolkat, med 659 invånare per kvadratkilometer. Närmaste större samhälle är Khoshk-e Bījār, 2,5 km söder om Bāghcheh Boneh. Trakten runt Bāghcheh Boneh består till största delen av jordbruksmark.